# Championnats panaméricains de VTT 2016
Navigation
Édition précédente Édition suivante
Les Championnats panaméricains de VTT 2016 se sont déroulés pour les épreuves de cross-country et cross-country marathon du 30 mars au 3 avril 2016, à Catamarca en Argentine et le 8 novembre 2016 à San Jeronimo Cusco au Pérou, pour les épreuves de descente.

## Résultats

### Cross-country
| Épreuves               | Or                                                                          | Argent                                                                            | Bronze                                                               |
| ---------------------- | --------------------------------------------------------------------------- | --------------------------------------------------------------------------------- | -------------------------------------------------------------------- |
| Hommes élites          | Catriel Soto                                                                | Henrique Avancini                                                                 | Stephen Ettinger                                                     |
| Hommes moins de 23 ans | Brandon Rivera                                                              | Gerardo Ulloa                                                                     | Diego Solano                                                         |
| Hommes juniors         | Wilson Peña                                                                 | Jhon Freddy Garzón                                                                | Kevin Rivera                                                         |
| Femmes élites          | Daniela Campuzano                                                           | Raiza Goulão-Henrique                                                             | Chloe Woodruff                                                       |
| Femmes moins de 23 ans | Yossiana Quintero                                                           | Fiorella Bosch                                                                    | Gigliolla Monichi                                                    |
| Femmes juniors         | Natalia Figueroa                                                            | Julieta Sainz                                                                     | María José Segura                                                    |
| Relais mixte           | Colombie Jhon Fredy Garzón Brandon Rivera Yossiana Quintero Fabio Castañeda | Brésil Jose Marques de Almeida Lucas Sirio Raiza Goulão-Henrique Ricardo Pscheidt | Argentine Luciano Martínez Agustina Apaza Marco Lettari Catriel Soto |

### Cross-country eliminator
| Épreuves | Or               | Argent           | Bronze          |
| -------- | ---------------- | ---------------- | --------------- |
| Hommes   | Ricky Morales    | Luciano Martínez | Jonathan Mejías |
| Femmes   | Noelia Rodríguez | Antonella Quirós | Michela Molina  |

### Cross-country marathon
| Épreuves | Or            | Argent          | Bronze         |
| -------- | ------------- | --------------- | -------------- |
| Hommes   | Paolo Montoya | Robson Ferreira | Alysson Serra  |
| Femmes   | Angela Perra  | Johanna Cordova | Gabriela Arias |

### Descente
| Épreuves | Or              | Argent          | Bronze         |
| -------- | --------------- | --------------- | -------------- |
| Hommes   | Roger Vieira    | Gustavo Ortiz   | Mauricio Acuna |
| Femmes   | Camila Nogueira | Mariana Salazar | Luana De Souza |

## Tableau des médailles
| Rang  | Nation     | Or | Argent | Bronze | Total |
| ----- | ---------- | -- | ------ | ------ | ----- |
| 1     | Colombie   | 6  | 1      | 0      | 7     |
| 2     | Argentine  | 3  | 4      | 1      | 8     |
| 3     | Brésil     | 1  | 4      | 2      | 7     |
| 4     | Mexique    | 1  | 1      | 0      | 2     |
| 5     | Costa Rica | 1  | 0      | 4      | 5     |
| 6     | Porto Rico | 1  | 0      | 0      | 1     |
| 7     | Chili      | 0  | 1      | 2      | 3     |
| 8     | Équateur   | 0  | 1      | 1      | 2     |
| 9     | Salvador   | 0  | 1      | 0      | 1     |
| 10    | États-Unis | 0  | 0      | 2      | 2     |
| 11    | Venezuela  | 0  | 0      | 1      | 1     |
| Total | Total      | 13 | 13     | 13     | 39    |